# Droga I/42 (Czechy)
Droga krajowa 42 (cz. Silnice I/42) – droga krajowa w Czechach. Przebiegająca w całości przez teren Brna. Arteria stanowi obwodnicę centrum miasta i wyprowadza z niego ruch tranzytowy w relacji północ - południe. Na krótkim odcinku jest częścią trasy E461. Od arterii swój początek bierze szereg dróg krajowych południowych Czech: 23, 41, 50 oraz 52.